# Ancient Discoveries
Ancient Discoveries er en tv-serie, der havde premiere den 21. december 2003 på History. Programmet omhandler oldtidens teknologi. Temaet var at mange opfindelser, som man tror er moderne, har rødder i fortiden, eller i nogle tilfælde er de gået tabt og er blevet genopfundet. Programmet var en efterfølger til et program fra 2005, der omhandlede opfindelser fra perioden omkring Antikkens Rom, som Antikythera-mekanismen og opfindere som Heron. Episoderne i serien dækkede også andre områder som Egypten, Kina, Østasien og den Muslimske verden.
Ancient Discoveries blev produceret for History af Wild Dream Films baseret i Cardiff0 Storbritannien. Mange af filmlokationerne var rundt i hele verden. Serien havde desuden bidrag fra arkæologer og andre eksperter, billeder fra historiske steder, artefakter og computergenererede rekonstruktioner, samt eksperimenter og test af rekonstruerede genstande. Et eksempel tæller en to programmer, der blev optaget på Middelaldercentret i Danmark, hvor hhv en kanon og en dykkerdragt blev brugt. Kanonen blev brugt i programmet "Airborne Assault" til at undersøgte en myte om en kanon, der var opstillet ved Istanbul i Tyrkiet, som var i stand til at skyde kugler afsted, der slog smut på vandet, så de kunne ramme skibe med større kraft. Her medvirkede Mike Loades. I episoden "Mega Ocean Conquest" blev en rekonstrueret middelalderdykkerdragt.>